# National League East
National League East w skrócie NL East – jedna z sześciu dywizji w Major League Baseball.

## Aktualni członkowie
- Atlanta Braves
- Florida Marlins
- New York Mets
- Philadelphia Phillies
- Washington Nationals

## Dotychczasowi członkowie

### 1969-1992

#### Członkowie w latach 1969-1992
- Chicago Cubs
- Montreal Expos
- New York Mets
- Philadelphia Phillies
- Pittsburgh Pirates
- St. Louis Cardinals

#### Zmiany w porównaniu do roku 1968
- Powstanie dywizji w wyniku rozszerzenia ligi w 1969 roku

### 1993

#### Członkowie w 1993 roku
- Chicago Cubs
- Florida Marlins
- Montreal Expos
- New York Mets
- Philadelphia Phillies
- Pittsburgh Pirates
- St. Louis Cardinals

#### Zmiany w porównaniu do roku 1992
- Florida Marlins powstali w roku 1993

### 1994-2004

#### Członkowie w latach 1994-2004
- Atlanta Braves
- Florida Marlins
- Montreal Expos
- New York Mets
- Philadelphia Phillies

#### Zmiany w porównaniu do roku 1993
- Chicago Cubs, Pittsburgh Pirates oraz St. Louis Cardinals przenieśli się do NL Central po powstaniu trzeciej dywizji
- Atlanta Braves przenieśli się z NL West

### od 2005 do dziś

#### Aktualni członkowie
- Atlanta Braves
- Florida Marlins
- New York Mets
- Philadelphia Phillies
- Washington Nationals

#### Zmiany w porównaniu do roku 2004
- Montreal Expos stali się Washington Nationals

## Mistrzowie NL East rok po roku
| Rok  | Zwycięzca             | Wynik (Z-P) | %    | Playoff                                     |
| ---- | --------------------- | ----------- | ---- | ------------------------------------------- |
| 1969 | New York Mets         | 100-62      | .617 | wygrana w World Series z Baltimore, 4-1     |
| 1970 | Pittsburgh Pirates    | 89-73       | .549 | przegrana w NLCS z Cincinnati, 3-0          |
| 1971 | Pittsburgh Pirates    | 97-65       | .599 | wygrana w World Series z Baltimore, 4-3     |
| 1972 | Pittsburgh Pirates    | 96-59       | .619 | przegrana w NLCS z Cincinnati, 3-2          |
| 1973 | New York Mets         | 82-79       | .509 | przegrana w World Series z Oakland, 4-3     |
| 1974 | Pittsburgh Pirates    | 88-74       | .543 | przegrana w NLCS z Los Angeles, 3-1         |
| 1975 | Pittsburgh Pirates    | 92-69       | .571 | przegrana w NLCS z Cincinnati, 3-0          |
| 1976 | Philadelphia Phillies | 101-61      | .623 | przegrana w NLCS z Cincinnati, 3-0          |
| 1977 | Philadelphia Phillies | 101-61      | .623 | przegrana w NLCS z Los Angeles, 3-1         |
| 1978 | Philadelphia Phillies | 90-72       | .556 | przegrana w NLCS z Los Angeles, 3-1         |
| 1979 | Pittsburgh Pirates    | 98-64       | .605 | wygrana w World Series z Baltimore, 4-3     |
| 1980 | Philadelphia Phillies | 91-71       | .562 | wygrana w World Series z Kansas City, 4-2   |
| 1981 | Montreal Expos        | 60-48       | .556 | przegrana w NLCS z Los Angeles, 3-2         |
| 1982 | St. Louis Cardinals   | 92-70       | .568 | wygrana w World Series z Milwaukee, 4-3     |
| 1983 | Philadelphia Phillies | 90-72       | .556 | przegrana w World Series z Baltimore, 4-1   |
| 1984 | Chicago Cubs          | 96-65       | .596 | przegrana w NLCS z San Diego, 3-2           |
| 1985 | St. Louis Cardinals   | 101-61      | .623 | przegrana w World Series z Kansas City, 4-3 |
| 1986 | New York Mets         | 108-54      | .667 | wygrana w World Series z Boston, 4-3        |
| 1987 | St. Louis Cardinals   | 95-67       | .586 | przegrana w World Series z Minnesota, 4-3   |
| 1988 | New York Mets         | 100-60      | .625 | przegrana w NLCS z Los Angeles, 4-3         |
| 1989 | Chicago Cubs          | 93-69       | .574 | przegrana w NLCS z San Francisco, 4-1       |
| 1990 | Pittsburgh Pirates    | 95-67       | .586 | przegrana w NLCS z Cincinnati, 4-2          |
| 1991 | Pittsburgh Pirates    | 98-64       | .605 | przegrana w NLCS z Atlanta, 4-3             |
| 1992 | Pittsburgh Pirates    | 96-66       | .593 | przegrana w NLCS z Atlanta, 4-3             |
| 1993 | Philadelphia Phillies | 97-65       | .599 | przegrana w World Series z Toronto, 4-2     |
| 1994 | Montreal Expos        | 74-40       | .649 | nie było Playoffs                           |
| 1995 | Atlanta Braves        | 90-54       | .625 | wygrana w World Series z Cleveland, 4-2     |
| 1996 | Atlanta Braves        | 96-66       | .593 | przegrana w World Series z New York, 4-2    |
| 1997 | Atlanta Braves        | 101-61      | .623 | przegrana w NLCS z Florida, 4-2             |
| 1998 | Atlanta Braves        | 106-56      | .654 | przegrana w NLCS z San Diego, 4-2           |
| 1999 | Atlanta Braves        | 103-59      | .636 | przegrana w World Series z New York, 4-0    |
| 2000 | Atlanta Braves        | 95-67       | .586 | przegrana w NLDS z St. Louis, 3-0           |
| 2001 | Atlanta Braves        | 88-74       | .543 | przegrana w NLCS z Arizona, 4-1             |
| 2002 | Atlanta Braves        | 101-59      | .631 | przegrana w NLDS z San Francisco, 3-2       |
| 2003 | Atlanta Braves        | 101-61      | .623 | przegrana w NLDS z Chicago, 3-2             |
| 2004 | Atlanta Braves        | 96-66       | .593 | przegrana w NLDS z Houston, 3-2             |
| 2005 | Atlanta Braves        | 90-72       | .556 | przegrana w NLDS z Houston, 3-1             |
| 2006 | New York Mets         | 97-65       | .599 | przegrana w NLCS z St. Louis, 4-3           |
| 2007 | Philadelphia Phillies | 89-73       | .549 | przegrana w NLDS z Colorado, 3-0            |

### Lista zwycięzców NL East
| Drużyna               | Liczba | Rok ostatniego zwycięstwa |
| --------------------- | ------ | ------------------------- |
| Atlanta Braves        | 11     | 2005                      |
| Pittsburgh Pirates    | 9      | 1992                      |
| Philadelphia Phillies | 7      | 2007                      |
| New York Mets         | 5      | 2006                      |
| St. Louis Cardinals   | 3      | 1987                      |

## Zwycięzcy Dzikiej Karty
| Rok  | Zwycięzca       | Wynik (Z/P) | %    | Mecze straty | Playoffs                                      |
| ---- | --------------- | ----------- | ---- | ------------ | --------------------------------------------- |
| 1994 | Atlanta Braves  | 68-46       | .596 | 6            | nie było playoffs                             |
| 1997 | Florida Marlins | 92-70       | .568 | 9            | wygrana w World Series z Cleveland, 4-3       |
| 1999 | New York Mets   | 97-66       | .595 | 6.5          | przegrana w NLCS z Atlanta, 4-2               |
| 2000 | New York Mets   | 94-68       | .580 | 1            | przegrana w 2000 World Series z New York, 4-1 |
| 2003 | Florida Marlins | 91-71       | .562 | 10           | wygrana w World Series z New York, 4-2        |
| 2010 | Atlanta Braves  | 91-71       | .562 | 6            | przegrana w NLDS z San Francisco, 3-1         |